# Никифоровка (Курская область)
Никифоровка — деревня в Конышёвском районе Курской области России. Входит в состав Наумовского сельсовета.

## География
Деревня находится в северо-западной части Курской области, в пределах Среднерусской возвышенности, в лесостепной зоне, на берегах реки Чмачи (Шмачи), на расстоянии примерно 13 километров (по прямой) к северо-западу от Конышёвки, административного центра района. Абсолютная высота — 167 метров над уровнем моря.

### Климат
Климат характеризуется как умеренно континентальный, с тёплым летом и умеренно холодной зимой. Среднегодовая температура воздуха — 5,1 °C. Абсолютный минимум температуры воздуха самого холодного месяца (января) составляет −37 °C; абсолютный максимум самого тёплого месяца (июля) — 35 °C. Среднегодовое количество атмосферных осадков составляет 582 мм, из которых 460 мм выпадает в тёплый период.

### Часовой пояс
Деревня Никифоровка, как и вся Курская область, находится в часовой зоне МСК (московское время). Смещение применяемого времени относительно UTC составляет +3:00.

## Население
| 2002 | 2010 |
| ---- | ---- |
| 142  | ↘83  |

### Половой состав
По данным Всероссийской переписи населения 2010 года в половой структуре населения мужчины составляли 49,4 %, женщины — соответственно 50,6 %.

### Национальный состав
Согласно результатам переписи 2002 года, в национальной структуре населения русские составляли 100 %.